# Uhlandstraße 74 und 76 (Heilbronn)

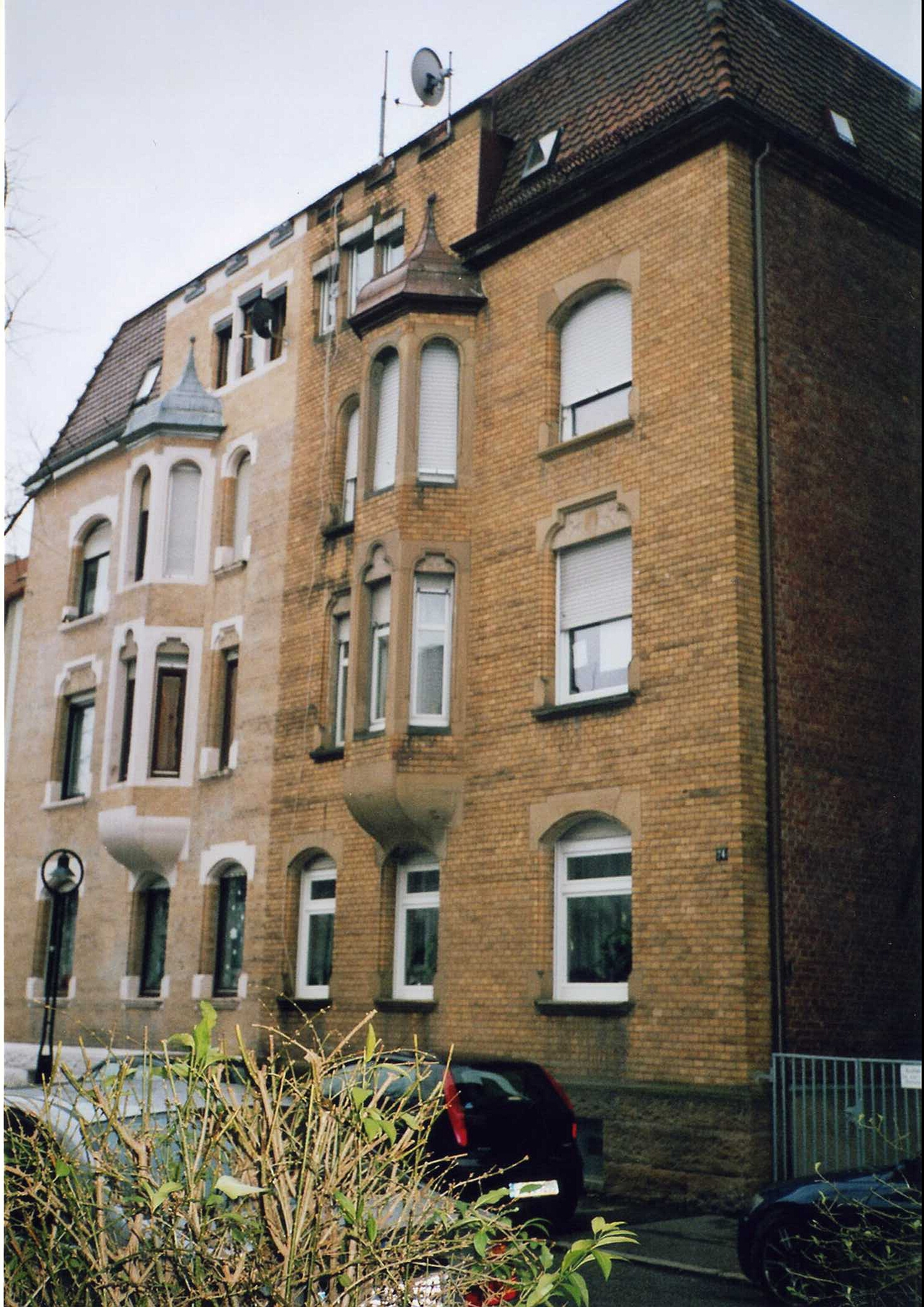
Uhlandstraße 74 und 76

Das Doppelhaus Uhlandstraße 74 und 76 ist ein  denkmalgeschütztes Gebäude in Heilbronn.

## Geschichte
1950 gehörte die Haushälfte Nr. 74 dem Gärtner Karl Hottmann. Das Erdgeschoss nutzte der Fotograf Richard Ruff. Nr. 76 gehörte August Able. Im zweiten Obergeschoss betrieb Ingeborg Göhl ein Atelier für Damenhüte, weitere Räume im zweiten Stock nutzten die Architekten Stuber & Beckmann. 1961 hatte sich an den Besitzverhältnissen nichts geändert, aber der Fotograf, das Hutatelier und das Architektenbüro befanden sich nicht mehr im Gebäude.

## Beschreibung
Das Doppelhaus wurde im Jahre 1902 für Karl Geiger, Eugen Walz und August Stadler nach Plänen von August Dederer im Stil des Späthistorismus in seiner neugotischen Variante errichtet. Es besitzt Schulterbögen an den Fenstern und Erker mit Dreipassbögen und Zinnen. Über den Fenstern der Beletage befinden sich farbige Wandmalereien mit spätgotischen Motiven.